# 니우에 국제공항
니우에 국제공항(영어: Niue International Airport, IATA: IUE, ICAO: NIUE)은 니우에의 유일한 공항이다. 공항은 수도 알로피에 위치한다.

## 운항 노선

### 국제선
| 항공사       | 목적지   |
| ------------ | -------- |
| 에어뉴질랜드 | 오클랜드 |